# Adolf Hitler halálával kapcsolatos összeesküvés-elméletek

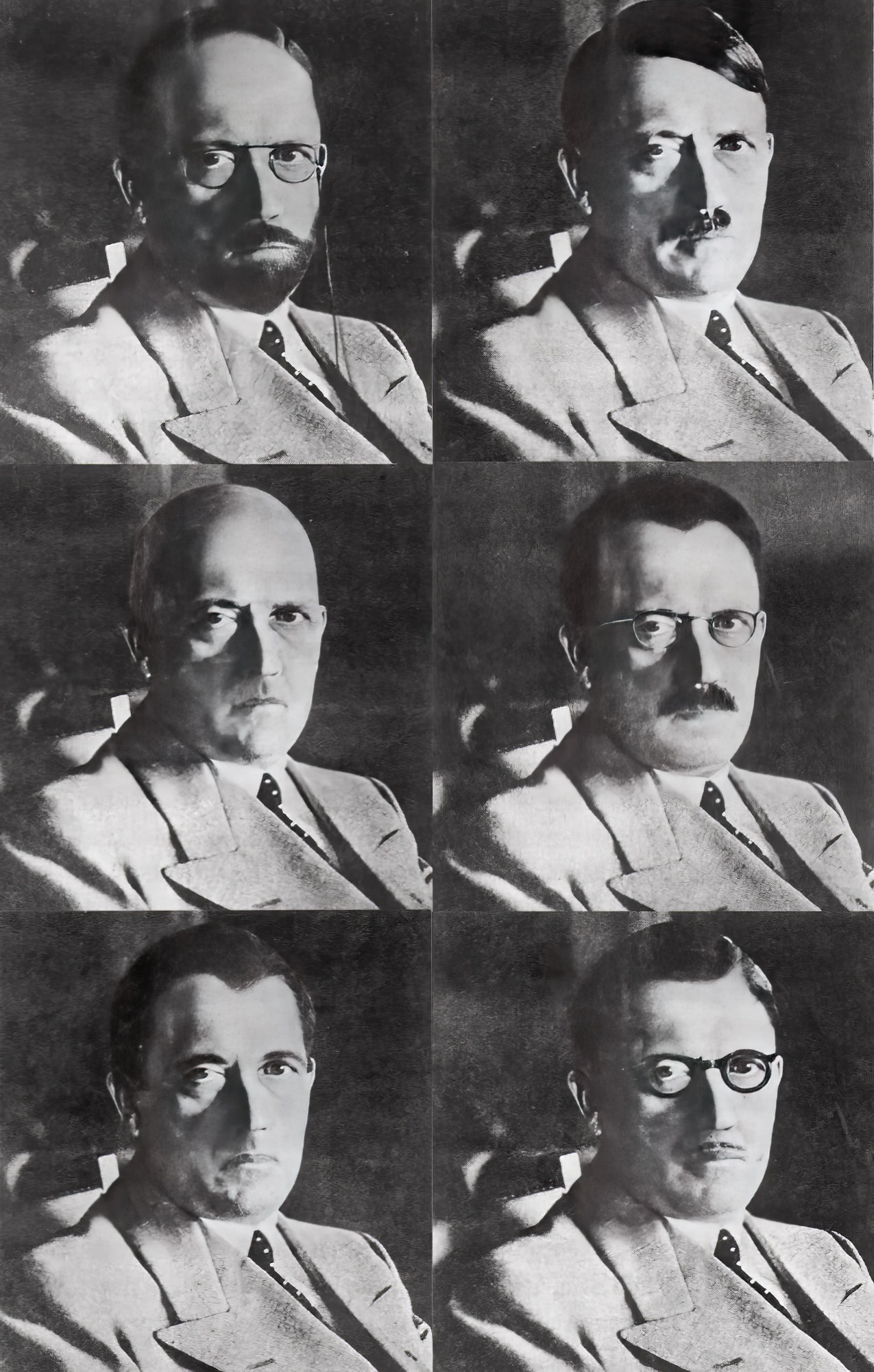
Hitler az amerikai titkosszolgálat 1944-es ábráin. Azt a célt szolgálták, hogy megmutassák a civileknek hogyan álcázhatja magát a Führer, hogy elkerülje az elfogatását.

Az Adolf Hitler halálával kapcsolatos összeesküvés-elméletek ellentmondanak annak az elfogadott ténynek, hogy 1945. április 30.-án öngyilkos lett a berlini Führerbunkerben. A szovjet dezinformációs kampányból eredően ezen elméletek többsége azt állítja, hogy Hitler és felesége, Eva Braun túlélte az öngyilkosságukat és megszöktek Berlinből, néhányan azt állították, hogy Dél-Amerikába mentek. A háború utáni években az Egyesült Államok Szövetségi Nyomozóirodája (FBI) és a Központi Hírszerző Ügynökség (CIA) megvizsgálta a jelentéseket anélkül, hogy hitelt adott volna ezeknek. A 2009-es genetikai vizsgálatok,amely szerint a szovjet archívumban sokáig (kétségesen) őrzött Hitler koponyája valójában egy nőé, újra elősegítette az összeesküvés-elmélet népszerűségét.
Noha az állítások a populáris kultúrában némi nyilvánosságot kaptak, történészek és tudományos szakértők cáfolt peremelméleteknek tekintik ezeket. Szemtanúk és Hitler fogászati maradványai bizonyítják, hogy 1945-ben a berlini bunkerében halt meg.

## Eredete
Azt az elméletet, miszerint Hitler nem lett öngyilkos, hanem megszökött Berlinből, először Georgij Zsukov marsall ismertette a nagyközönségnek egy 1945. június 9-i sajtótájékoztatón, Sztálin utasítására. Abban a hónapban a megkérdezett amerikaiak 68%-a gondolta úgy, hogy Hitler még él. Amikor 1945 júliusában a potsdami konferencián megkérdezték, hogyan halt meg Hitler, Sztálin azt mondta, hogy „Spanyolországban vagy Argentínában” él. 1945 júliusában a brit újságok közölték egy szovjet tiszt megjegyzéseit, miszerint a szovjetek által felfedezett elszenesedett test "egy nagyon rossz hasonmás volt". Az amerikai lapok kétes idézeteket is közöltek, például a berlini orosz helyőrség parancsnokának állítását, aki szerint biztos, hogy Hitler "elbújt valahol Európában". Ez a szovjetek által terjesztett félretájékoztatás ugródeszka volt különféle összeesküvés-elméletekhez, annak ellenére, hogy a nyugati hatalmak hivatalos következtetése és a történészek konszenzusa szerint Hitler öngyilkos lett 1945. április 30-án. Ez az egész szóbeszéd a szövetséges megszállás alatt álló Németországban még a nácizmus kismértékű újraéledését is okozta.

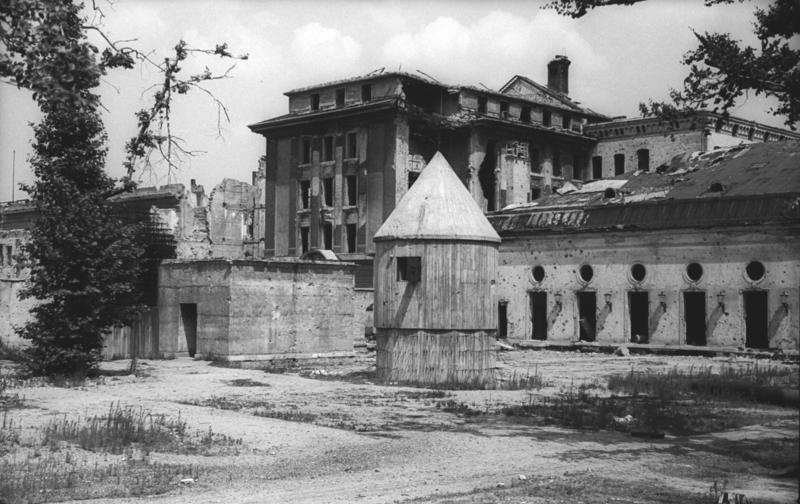
A Führerbunker komplexum, ahol Hitler utolsó napjait töltötte Berlinben, még az 1947-es lebontás előtt

1945 októberében a France-Soir idézte Otto Abetz szavait, aki a második világháború alatti náci nagykövet volt a Vichy Franciaországban és azt állította, hogy Hitler nem halt meg. A nyugati hatalmak első részletes vizsgálata novemberben kezdődött, miután Dick White, a berlini brit szektor kémelhárító részlegének akkori vezetője Hugh Trevor-Roper ügynökökkel vizsgáltatta az ügyet a szovjet állítások ellensúlyozása érdekében. Megállapításait, miszerint Hitler és Braun öngyilkos lett Berlinben, egy 1946-os jelentésben írták le, és a következő évben egy könyvben is megjelentették. Az üggyel kapcsolatban Trevor-Roper úgy vélekedett, "a legendák és mesék kitalálásának vágya (nagyobb) az igazság szereteténél". 1947 áprilisában a megkérdezett amerikaiak 45%-a úgy gondolta, hogy Hitler még él.
1946-ban egy amerikai bányász és baptista prédikátor, William Henry Johnson leveleket kezdett kiküldeni "Furrier No. 1" cím alatt, azt állítva, hogy ő az élő Hitler, és Braunnal együtt Kentuckyba szökött. Azt állította, hogy alagutakat ásnak Washington D.C. alatt, és hadseregeket, nukleáris bombákat, láthatatlan űrhajókat fog bevetni a világegyetem megszállása érdekében. Johnson 15 000 dollárt (2020-ban ez az ár több mint 140 000 dollárt ért) tudott összegyűjteni, magas ösztönzőket ígérve támogatóinak, mielőtt 1956 közepén postai csalás vádjával letartóztatták.
1948 márciusában az újságok világszerte beszámoltak Arthur F. Mackensen volt német hadnagyról, aki azt állította, hogy 1945. május 5-én (a szovjet berlini bombázás idején) ő, Hitler, Braun és Martin Bormann tankokkal megszöktek a Führerbunkerből. A csoport állítólag a Tempelhof repülőtérről a dániai Tønderbe repült, ahol Hitler beszédet mondott, és Braunnal tovább repült a partokhoz. Az olasz Tempo magazin egyik 1948. májusi számában Emil Ludwig író azt írta, hogy Hitler helyén elhamvaszthattak volna egy dublőrt, ami lehetővé tette számára, hogy tengeralattjáróval Argentínába meneküljön. A nürnbergi Einsatzgruppe-per elnöklő bírája, Michael Musmanno azt írta 1950-es könyvében, hogy az ilyen elméletek "kb. olyan racionálisak, mint azt mondani, hogy Hitlert angyalok vitték el", hivatkozva a bizonyítékok hiányára, Hitler fogmaradványainak megtalálására és arra a tényre, hogy Ludwig kifejezetten figyelmen kívül hagyta a bunkerben tartózkodó szemtanúk jelenlétét. Mackensen beszámolójának cáfolatában Musmanno egy későbbi történetét idézi, amelyben a hadnagy állítólag május 9-én a spanyolországi Málagába repült, amikor 30 db P–38 Lightning típusú gép megtámadta Marseille felett (annak ellenére, hogy a háború állítólag már véget ért Európában) ezzel megölték 33 utast, kivéve őt.
1951 és 1972 között a National Police Gazette, egy amerikai bulvár stílusú magazin sorozatban közölt történeteket Hitler túléléséről. A bizonyítatlan állítások között szerepel, hogy Eva Braun az 1930-as évek végén terhes lett Hitlertől,akik a második világháború végéhez érve kiváló fizikai állapotban voltak, ezért az Antarktiszra vagy Dél-Amerikába menekültek. William F. Heimlich amerikai hírszerző tiszt a Gazette-nek írva azt állította, hogy a Hitler kanapéján talált vér nem egyezik a vércsoportjával.
Több évtizedes, egymásnak ellentmondó tudósításokat követően 1968-ban Lev Bezymenski szovjet újságíró kiadta az Adolf Hitler halála című könyvét. Ez tartalmaz egy állítólagos szovjet boncolási jelentést, amely arra a következtetésre jut, hogy Hitler ciánmérgezésben halt bele, annak ellenére, hogy nem rögzítették a belső szervek boncolását az állítás megerősítéséhez, és a szemtanúk ennek ellenkezőjét állították. Bezymenski azt írta, hogy a boncolási jelentéseket korábban nem hozták nyilvánosságra, "ha esetleg valaki megpróbálna becsusszanni a "csoda által megmentett Führer" szerepébe." Később bevallotta, hogy "tipikus pártpropagandistaként" viselkedett, és az volt a célja, hogy "rávezesse az olvasót arra a következtetésre, hogy [a puskalövés] vágyálom vagy félig kitaláció volt, és Hitler valójában megmérgezte magát." A könyv állításait széles körben cáfolták a nyugati történészek.
2020-ban Richard J. Evans történész ezt írta:
"Egyes szélsőjobboldaliak számára elképzelhetetlennek tűnik, hogy [Hitler] ilyen gyáva és gyalázatos halált halt volna. ... Bizonyos esetekben Hitler túlélésének hívei erősen kötődnek a neonáci színtérhez, vagy elárulják antiszemita hitüket, vagy olyan egyesült államokbeli fehér felsőbbrendű szervezetekkel állnak kapcsolatban, amelyek Hitlert tekintik tevékenységük ihletőjeként. ... Egyes elméletet támogató csoportok, amelyek az „alternatív” tudás különféle formáit közvetítik, mint például az okkultisták vagy az UFO-hívők, úgy tűnik, úgy gondolják, hogy a hitük Hitlerhez való társítása felkelti majd a társadalom figyelmét. A túlélési mítosz egyes változataiban tehát Hitler szökését okkult eszközökkel érte el, vagy az történt, hogy egy titkos náci repülő csészealj-bázisra utazott az antarktiszi jég alatt."

## Bizonyítékok
1945 végén Sztálin egy második bizottságot rendelt el Hitler halálának kivizsgálására, részben a Hitler túléléséről szóló pletykák kivizsgálására. 1946. május 30-án a koponya egy részét megtalálták, látszólag abban az árokban, ahol Hitler maradványait exhumálták. A nyakszirtcsont egy része és mindkét falmenti csont egy része maradt meg. A csaknem teljes bal oldali falmenti csonton golyó által okozott lyuk van, látszólag egy kis sebbel. 2009-ben a History Channel Rejtélykutatás című sorozat egyik epizódjában a Connecticuti Egyetem régésze és csontspecialista, Nick Bellantoni megvizsgálta a koponyatöredéket, amelyről a szovjet tisztviselők azt hitték, hogy Hitleré. Bellantoni szerint "a csont nagyon vékonynak tűnt" egy férfihoz, és "a varratok, ahol a koponyalemezek összeérnek, úgy tűnt, hogy egy 40 év alatti személynek felelnek meg". A koponyáról levált kis darabon DNS-tesztet végeztek, csakúgy, mint a Hitler kanapéjából származó vér esetén. Ez alapján megállapították, hogy a koponya egy nőé volt, amely az összeesküvés-elmélet híveinek továbbra is bizakodásra adott okot, addig a vér egy férfihoz tartozott.
Sem volt szovjet, sem orosz tisztviselők nem állították, hogy a koponya volt a fő bizonyíték, ehelyett állcsont-töredékekre és két foghídra hivatkoztak, amelyeket 1945 májusában találtak. A tárgyakat Hitler személyi fogorvosának, Hugo Blaschke két munkatársának is mutatták meg: asszisztensének, Käthe Heusermann-nak és a fogtechnikusnak, Fritz Echtmann-nak. Megerősítették, hogy a fogmaradványok Hitleré és Brauné, akárcsak Blaschké későbbi nyilatkozatai is állították. Ada Petrova és Peter Watson szerint Hugh Thomas vitatta ezeket a fogmaradványokat 1995-ös könyvében, de azt is feltételezte, hogy Hitler valószínűleg a bunkerben halt meg, miután inasa, Heinz Linge megfojtotta. Megjegyezték, hogy "még Dr. Thomas is elismeri, hogy nincs bizonyíték az elmélet alátámasztására". Ian Kershaw azt írta, hogy "Hugh Thomas elméletei... miszerint Hitlert Linge megfojtotta, és hogy a megégett női test nem a bunkerből megszökött Eva Brauné, a tündérországba tartoznak." 2017-ben Philippe Charlier francia igazságügyi orvosszakértő megerősítette, hogy az egyik állcsont töredékén lévő fogak "tökéletesen megegyeztek" a Hitlerről 1944-ben készített röntgenfelvétellel. Az European Journal of Internal Medicine 2018 májusában azt közölte, hogy a fogmaradványok egyértelműen Hitler fogai. Charlier szerint "Nincs kétség. Tanulmányunk bizonyítja, hogy Hitler 1945-ben [Berlinben] halt meg."
Az 1998-as náci háborús bűnök nyilvánosságra hozataláról szóló törvény által feloldott FBI-dokumentumokat a 2010-es évek elején kezdtek közzé tenni az interneten. A dokumentumok állításai szerint számos állítólagos Hitlert észleltek Európában, Dél-Amerikában és az Egyesült Államokban, amelyek közül néhány azt állítja, hogy megváltoztatta küllemét plasztikai műtétek által vagy a fogkefe bajuszának leborotválásával. Bár néhány jelentős személy feltételezte, hogy Hitler életben maradhatott, köztük Dwight D. Eisenhower hadseregtábornok és John F. Kennedy hadnagy 1945 közepén, a dokumentumok azt állítják, hogy Hitler állítólagos megfigyeléseit nem lehetett pontosan ellenőrizni. Richard J. Evans megjegyzi, hogy az FBI-nak kötelessége volt dokumentálni az ilyen állításokat, függetlenül attól, hogy mennyire "tévesek vagy zagyvaságok" voltak, míg Donald McKale amerikai történész kijelenti, hogy aktáik semmilyen hiteles jelet nem adtak Hitler túlélésére.
A szovjetektől származó félretájékoztatás és a szemtanúk ellentmondásai ellenére a történészek konszenzusa az, hogy Hitler 1945. április 30-án öngyilkos lett.

## Az állítólagos menekülés Argentínába

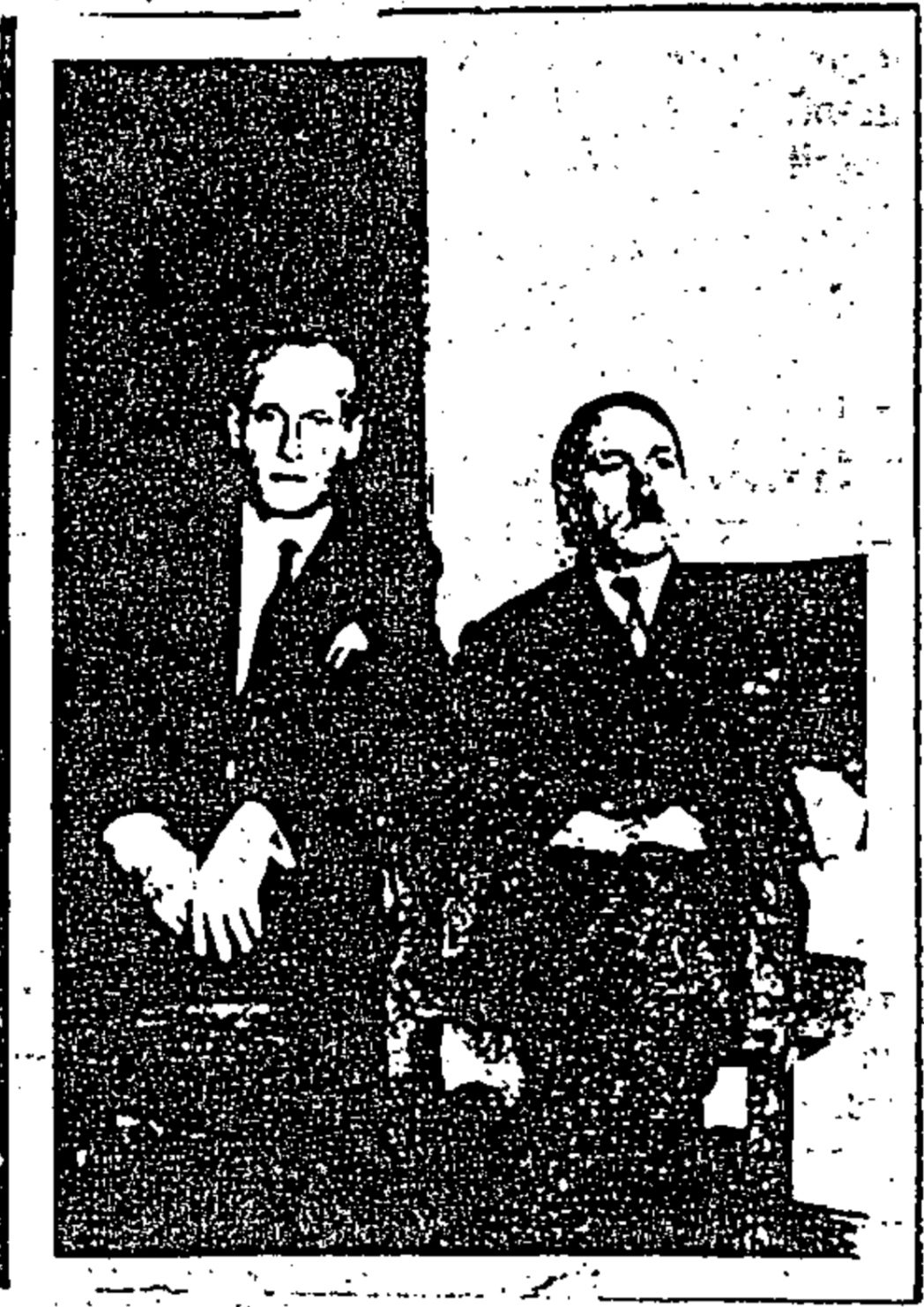
Egy 1954 környékén készült fénykép az egyik CIA-dokumentumból, amelyen egy állítólagos ex-SS-katona és egy férfi látható, akiről azt feltételezik, hogy Hitler.

Egyes munkák azt állítják, hogy Hitler és Braun nem lett öngyilkos, hanem valójában Argentínába szöktek.

### Phillip Citroen állításai
Egy 1955. október 3-i, titkosított CIA-dokumentum egy Phillip Citroen nevű, önjelölt német SS-katona állításairól számolt be, miszerint Hitler még életben van, és "1955 januárja körül elhagyta Kolumbiát, hogy Argentínába szökjön". A dokumentumhoz mellékelték a Citroen állítólagos fényképét és egy személyt, akit Hitlernek állított; a fénykép hátoldalán a "Schüttelmayor Adolf" és az 1954-es évszám szerepelt. A jelentésben az is szerepel, hogy sem a Citroennel folytatott beszélgetéseit beszámoló kapcsolattartó, sem a CIA állomás nem volt "abban a helyzetben, hogy intelligens értékelést adjon az információkról". .Az állomásfőnök felettesei azt mondták neki, hogy „hatalmas erőfeszítéseket lehet fordítani erre az ügyre, távoli lehetőségekkel bármi konkrét megállapítására”, és a nyomozást megszüntették.

### Grey Wolf
Simon Dunstan és Gerrard Williams brit írók 2011-es könyve, a  Grey Wolf: The Escape of Adolf Hitler valamint Williams 2014-ben készült dokumentumfilmje azt sugallja, hogy számos tengeralattjáró vitt el bizonyos nácikat és náci zsákmányokat Argentínába, ahol az akkori elnök, Juan Perón és felesége, Evita segítette őket bújtatni, mert már egy ideje anyagi támogatást kaptak tőlük. Az FBI-hoz beérkezett bejelentések szerint Hitler állítólag Argentínába érkezett, először a Hacienda San Ramónban szállt meg (San Carlos de Bariloche-tól keletre), majd egy bajor stílusú kastélyba költözött Inalcóba, egy távoli és alig megközelíthető helyre, ami a Nahuel Huapi-tó északnyugati végéhez, a a chilei határhoz közel feküdt. Eva Braun állítólag 1954 körül hagyta el Hitlert, és Neuquénbe költözött lányukkal, Ursulával ("Uschi"), miközben Hitler állítólag 1962 februárjában halt meg. A könyv futólag azt állítja, hogy Bormann ellopott művészeti és katonai titkokat adott át az Egyesült Államok Stratégiai Szolgálatainak Hivatalának Hitler életben hagyásáért cserében.

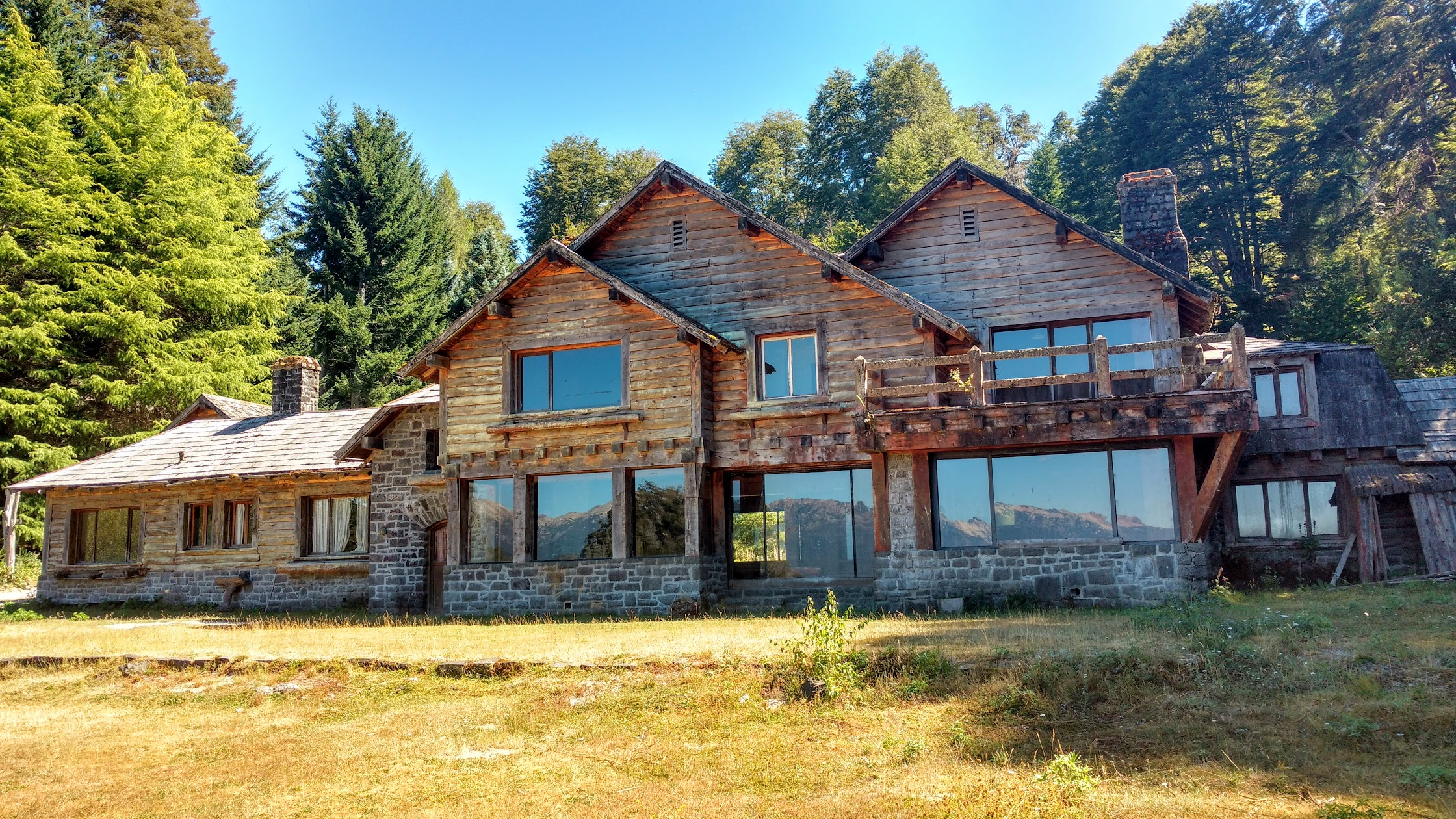
Az Inalco ház a jelenlegi Villa La Angostura település közelében. A összeesküvés-elmélet szerint Hitler néhány évet itt élhetett 1945 után.

Hitler Argentínába menekülésének az elméletét a történészek, köztük Guy Walters is elvetették. Dunstan és Williams elméletét "szemétnek" minősítette, és hozzátette: "Egyáltalán nincs benne semmi tartalom. Az összeesküvés-elmélet híveinek tévképzeteire apellál, és nincs helye a történelmi kutatásban." Walters azt állította, hogy "egyszerűen lehetetlen elhinni, hogy ennyi ember képes ilyen nagyszabású megtévesztést ilyen titokban tartani", és azt mondja, hogy egyetlen komoly történész sem adna hitelt a történetnek. Richard Evans történésznek sok aggálya van a könyvvel és az azt követő filmmel kapcsolatban. Például megjegyzi, hogy az Ursuláról vagy „Uschiról” szóló történet csupán „másodkézből származó hallott bizonyíték, azonosítás vagy megerősítés nélkül”. Evans azt is megjegyzi, hogy Dunstan és Williams széles körben használta Manuel Monasterio Hitler murió en la Argentina című könyvét, amellyel kapcsolatban a szerző később elismerte, hogy kitalált „furcsa kósza ügyeket” és spekulációkat tartalmazott. Evans azt állítja, hogy Monasterio könyve nem tekinthető megbízható forrásnak. Végül Evans „fantáziának” tartja Hitler túlélési történeteit. McKale megjegyzi, hogy a könyv megismétli az elmúlt évtizedek során megfogalmazott számos állítást, amelyek a távoli asszociációra utalnak, és kijelenti, hogy "ha valakinek nincs tényszerű vagy más módon megbízható bizonyítéka, akkor valami mással kapcsolatba lép, vagy hallomásból beszél. és egyéb kétes bizonyítékok, beleértve a meg nem nevezett vagy azonosítatlan forrásokat."

### Vadászat Hitlerre
A History Channel Vadászat Hitlerre című 2015 és 2018 között futó sorozatban a nyomozók (köztük Gerrard Williams) feloldott dokumentumokat idéznek, és tanúkat kérdeznek meg, amik alapján arra következtetnek, hogy Hitler megszökött Németországból, és tengeralattjáróval utazott Dél-Amerikába. Ő és más nácik ezután állítólag a Negyedik Birodalom előkészítését tervezték. A túlélésről és a menekülésről szóló ilyen összeesküvés-elméleteket széles körben elvetették. Ennek ellentmondóan 2017-ben a sorozatot dicsérte a bulvár stílusú National Police Gazette, amely történelmileg az összeesküvés-elmélet támogatója volt, miközben felszólította Oroszországot, hogy engedje meg Hitler állcsontjainak DNS-vizsgálatát. Miután a második világháború szakértőjeként szerepelt a sorozatban, a szerző, James Holland kifejtette, hogy "[Én] nagyon ügyeltem arra, hogy soha ne említsem meg a filmben, hogy azt hittem, Hitler vagy Bormann megszökött. Mert nem volt igaz."

## A popkultúrában
- Douglas Valder Duff A világ tetején című 1949-es kalandregényében szökött náci tisztek egy csoportja vezetőjükkel (állítólag Hitlerrel) azt tervezi, hogy a világ fővárosait nukleáris fegyverekkel bombázzák tibeti fellegvárukból.
- George Steiner 1981-es The Portage to San Cristobal of A.H. című novellájában Hitler túléli a háború végét, és az Amazonas dzsungelébe szökik, ahol 30 évvel később nácivadászok találják meg, és bíróság elé állítják. Hitler védekezése az, hogy mivel Izrael a holokausztnak köszönheti létezését, valójában ő a zsidók jótevője.
- A Berkut című 1987-es regényben Hitler megszökik Berlinből azzal a szándékkal, hogy eljusson Dél-Amerikába, de Sztálin parancsára titokban elit szovjet kommandósok fogságába esik. Moszkvában bebörtönzik, később kivégzik.
- A Simpson család 1995-ös, Bart kontra Ausztrália (6. évad, 16. epizód) című részében Bart Simpson telefonhívást intéz Buenos Airesbe, amit az idős Adolf Hitler fogad.
- Az 1999-es Persona 2: Innocent Sin videojátékban egy pletyka terjedt el, miszerint Hitlert elit katonák mentették meg, és ezekkel a katonákkal együtt az Antarktiszra menekült, aminek eredményeként ez az "Utolsó zászlóalj" vette át Sumaru városát. Ellentétben Hitler 1945 utáni túlélésének legtöbb ábrázolásával, ez valójában nem igaz a történelmi kontextus által; a történet a pletykák valósággá válásáról szóltak, és az a "Hitler", akivel a párt harcol, kiderül, hogy az álcázott Nyarlathotep.
- A Lupin III: Az első című 2019-es CGI animefilmben az Interpol hamis pletykát terjeszt, miszerint Hitler Brazíliában él, hogy elcsábítsa fanatikus követőit a rejtekhelyről Ahnener-be.
- A 2020-as Vadászok című Amazon Prime TV-sorozat alaptörténete szerint 1977-ben kiderül, hogy Adolf Hitler és felesége, Eva Braun Argentínában él.

## Fordítás
Ez a szócikk részben vagy egészben  a   Conspiracy theories about Adolf Hitler's death című angol Wikipédia-szócikk fordításán alapul.  Az eredeti cikk szerkesztőit annak laptörténete sorolja fel. Ez a jelzés csupán a megfogalmazás eredetét és a szerzői jogokat jelzi, nem szolgál a cikkben szereplő információk forrásmegjelöléseként.

## Külső hivatkozások
Az FBI dokumentumai, amelyek az állítólagos Hitler észlelésekről szólnak